# Adeonella haywardii
Adeonella haywardii är en mossdjursart som beskrevs av Amui 2005. Adeonella haywardii ingår i släktet Adeonella och familjen Adeonellidae. Inga underarter finns listade i Catalogue of Life.